# François Vergucht
François Pierre Vergucht (ur. 30 grudnia 1885 w Saint-Josse-ten-Noode, zm. 23 czerwca 1944 w Gandawie) – belgijski wioślarz, srebrny medalista olimpijski.
Wystąpił na igrzyskach olimpijskich w Londynie w 1908, gdzie belgijska osada Royal Club Nautique de Gand w składzie: Oscar Taelman, Marcel Morimont, Rémy Orban, Georges Mys, François Vergucht, Polydore Veirman, Oscar Dessomville, Rodolphe Poma i Alfred Van Landeghem (sternik) zdobyła srebrny medal w ósemkach ze sternikiem. Do złotych medalistów, Brytyjczyków z Leander Club, Belgowie stracili dwie długości łódki. 
Ponadto zdobywał złote medale w ósemkach na mistrzostwach Europy w Pallanzy (1906), mistrzostwach Europy w Strasburgu (1907) i mistrzostwach Europy w Lucernie (1908).